# Gecekondu

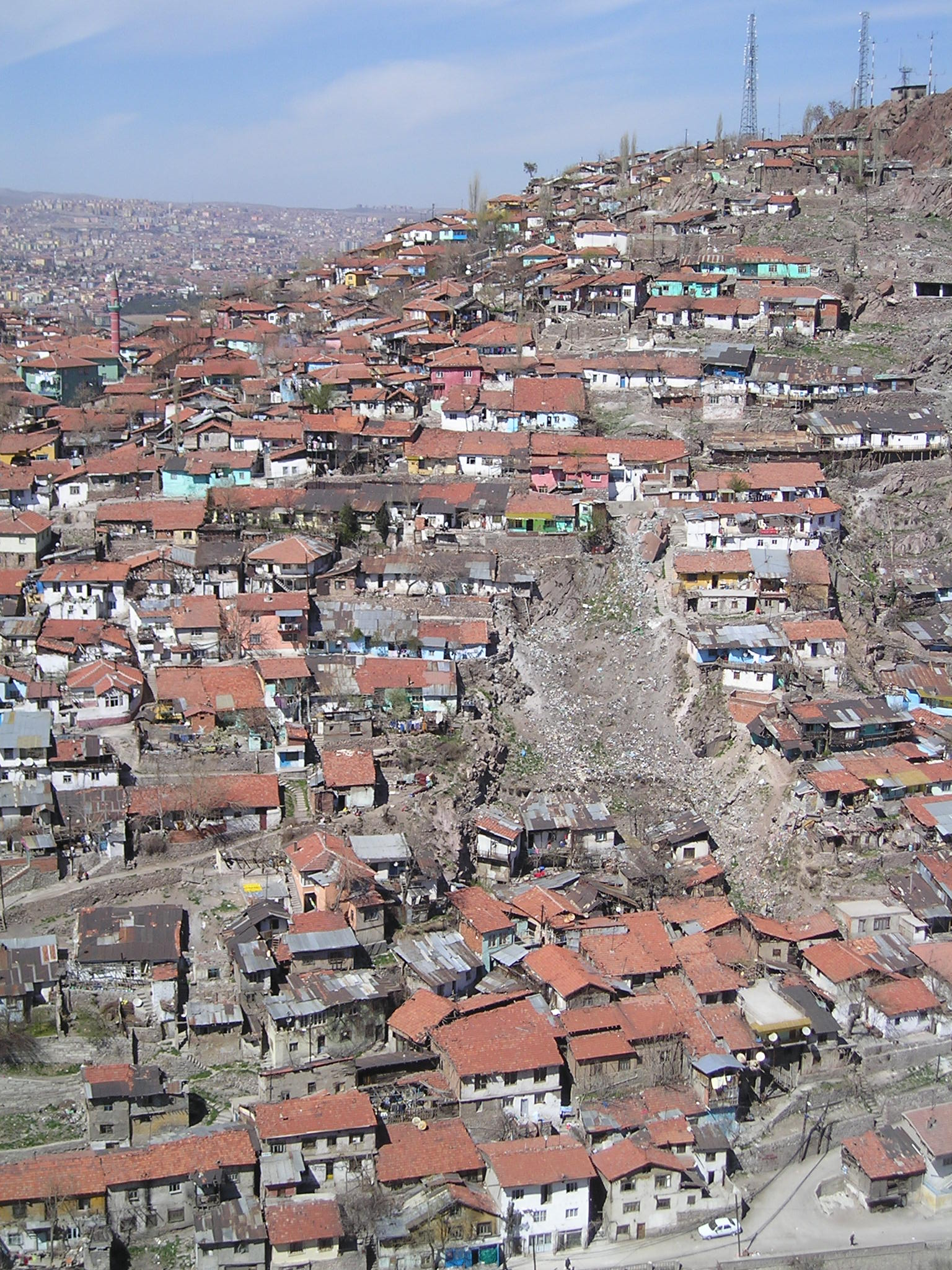
Gecekondu lakónegyed Ankarában

A gecekondu [ejtsd: gedzsekondu] Törökországban az engedély nélkül, általában rossz alapanyagokból, hanyagul felépített, és éppen ezért földrengéskor omlásveszélyes házak megnevezése. A kifejezés a gece (éjszaka) és kondu (lerakott) szavakból tevődik össze, szó szerinti jelentése: „egy éjszaka alatt épült”.
A gecekondu lakónegyedek a nagyvárosokat, főként Isztambult, Ankarát, İzmirt és Bursát jellemzik, óriási gondokat okozva a városvezetésnek. A gecekonduk kialakulásáért jórészt a munkanélküliség és a szegénység a felelős: az elszegényedett falvakból az 1950-es évek óta a nagyvárosokba érkező tömegek rövid idő alatt húzzák fel ezeket az épületeket, gyakran a legegyszerűbb anyagokból. A török építkezési törvények szerint pedig, ha állami tulajdonon felépül egy épület, aminek van négy fala és fedele, azt nem lehet önkényesen elbontani. Az általánossá váló gecekondu-építkezések révén a nagyvárosok egész negyedei alakultak „viskóvárosokká”.
A 2000-es években több helyütt megkezdődött a lebontásuk, a helyi önkormányzatok igyekeznek modern lakótelepeket létesíteni a „viskóvárosok” helyén.